# Соњино
Соњино (рус. Сонино) моренско је језеро на северозападу европског дела Руске Федерације, на северу Тверске области на подручју Осташковског рејона. Из језера отиче речица Сонка која се након 12 км тока улива у реку Цну (део басена реке Мсте и Балтичког мора).
Површина акваторије је 6,2 км², док је укупна површина сливног подручја 43,4 км². Максимална дужина језера је до 4,1 километра, ширина до 3 километра. Површина језера лежи на надморској висини од 233 метра.
Западне обале језера су високе и суве, јужне и источне доста ниске и замочварене. Обале су местимично зарасле густом трском. На североистоку језерска акваторија се постепено наставља на мочвару Анушински мох.